# صنوبر قزمي
الصنوبر القزمي أو صنوير موغو هو نوع من الصنوبر، موطنه الموائل المرتفعة من الجنوب الغربي إلى أوروبا الوسطى وجنوب شرق أوروبا.

## نبذة
يتواجد عند سفح من جبال البرانس، جبال الألب، جبال الخام، الكاربات، شمال ووسط الأبنين، وارتفاع شبه جزيرة البلقان الجبال - ريلا، بيرين، كوراب، جبال الالب الالبانية، الخ عادة ما يتم العثور عليها من 1,000–2,200 متر (3,281–7,218 قدم) ، وأحيانًا منخفضة تصل إلى 200 متر (656 قدم) في شمال النطاق في ألمانيا وبولندا، 2,700 متر (8,858 قدم) في جنوب النطاق في بلغاريا وجبال البرانس. أيضا في كوسوفو تم العثور عليها في الحديقة الوطنية
وفي الدول الاسكندنافية وفنلندا ومنطقة البلطيق، تم تقديم صنوبر موغو في أواخر القرن الثامن عشر والتاسع عشر الميلادي حيث تم زراعته في المناطق الساحلية لتثبيت الكثبان الرملية، وبعد ذلك كنباتات زينة حول المساكن. في الدنمارك والنرويج والسويد، تم تجنيس الأنواع وأصبحت غازية، مما أدى إلى إزاحة الكثبان الرملية وموائل الكثبان الرملية. في إستونيا وليتوانيا، يقوم صنوبر موغو أحيانًا بالتجنس خارج المزارع، وأحيانًا يتم إنشاء مستنقعات مرتفعة.

## نوع فرعي
هناك ثلاثة أنواع فرعية:
- صنوبر موغو الورقية - في شرق وجنوب النطاق (جبال الألب الجنوبية والشرقية، شبه جزيرة البلقان)، نبات منخفض، شجيرة، غالبًا متعدد السيقان حتى 3–6 متر (10–20 قدم) طويل القامة مع مخاريط متناظرة.
- صنوبر موغو الورقية .المعقوفة - في الغرب والشمال من النطاق (من جبال البرانس شمال شرق بولندا)، وهي شجرة أكبر حجمًا، وعادة ما تكون ذات جذع واحد حتى 20 متر (66 قدم) طويل القامة مع مخاريط غير متماثلة (المقاييس أكثر سمكًا على جانب واحد من المخروط من الجانب الآخر). يتعامل بعض علماء النبات مع الأنواع الفرعية الغربية كأنواع منفصلة مثل الصنوبر المعقوف والبعض الآخر على أنها مجموعة متنوعة فقط، من الصنوبروتمثل روستراتا . هذه الأنواع الفرعية في جبال البرانس خط شجرة جبال الألب أو الخط الخشبي، وهو حافة الموطن الذي يمكن للأشجار النمو فيه.
- صنوبر موغو الورقية المستديرة نوع فرعي هجين، من النوعين الفرعيين فوق ذلك intergrade على نطاق واسع في جبال الألب الغربية وشمال الكاربات.

وكل من السلالات لها أوراق الشجر مماثل، مع حلول الظلام الخضراء الأوراق («الإبر») في أزواج، 3–7 سنتيمتر (1.2–2.8 بوصة) طويلة.
المخاريط لونها بني، وطولها 2.5–5.5 سنتيمتر (0.98–2.17 بوصة) وفي موغو الورقية. موغو متناظرة، رقيقة الحجم وماتية النسيج؛ وفي لورقية المعقوفة غير متناظرة مع قشور سميكة على الجانب العلوي من المخروط، رقيقة في الجانب السفلي، ولامعة.
والاسم قديم للأنواع الصنوبرية الجبلية والذي لا يزال يُرى من حين لآخر، ولا يزال الخطأ المطبعي «موغهو» (الذي ظهر لأول مرة في موسوعة بارزة في القرن الثامن عشر) يتكرر بشكل مفاجئ في كثير من الأحيان.

## الصور

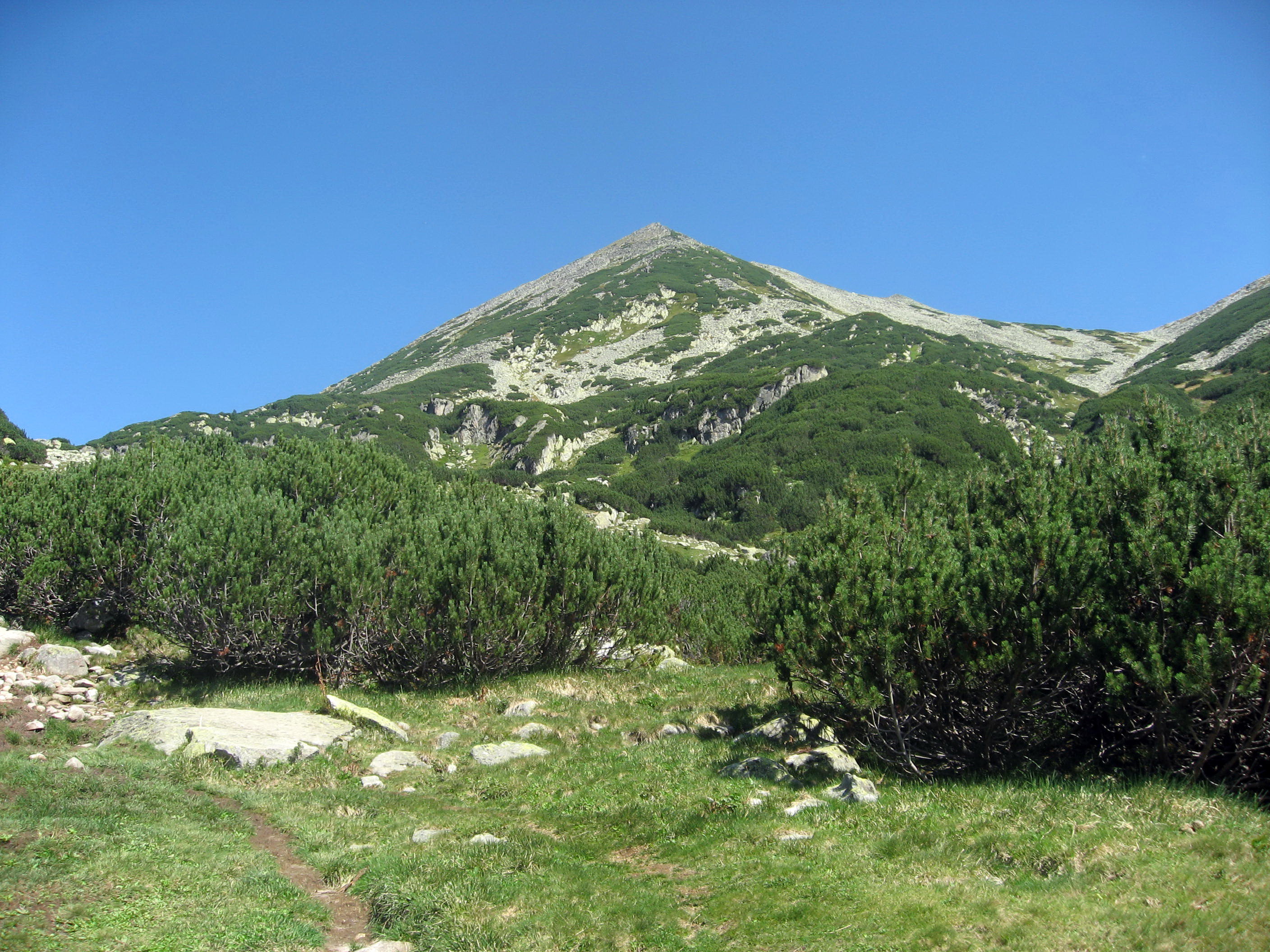
صنوبر موغو الورقية . موغو ، رومانيا
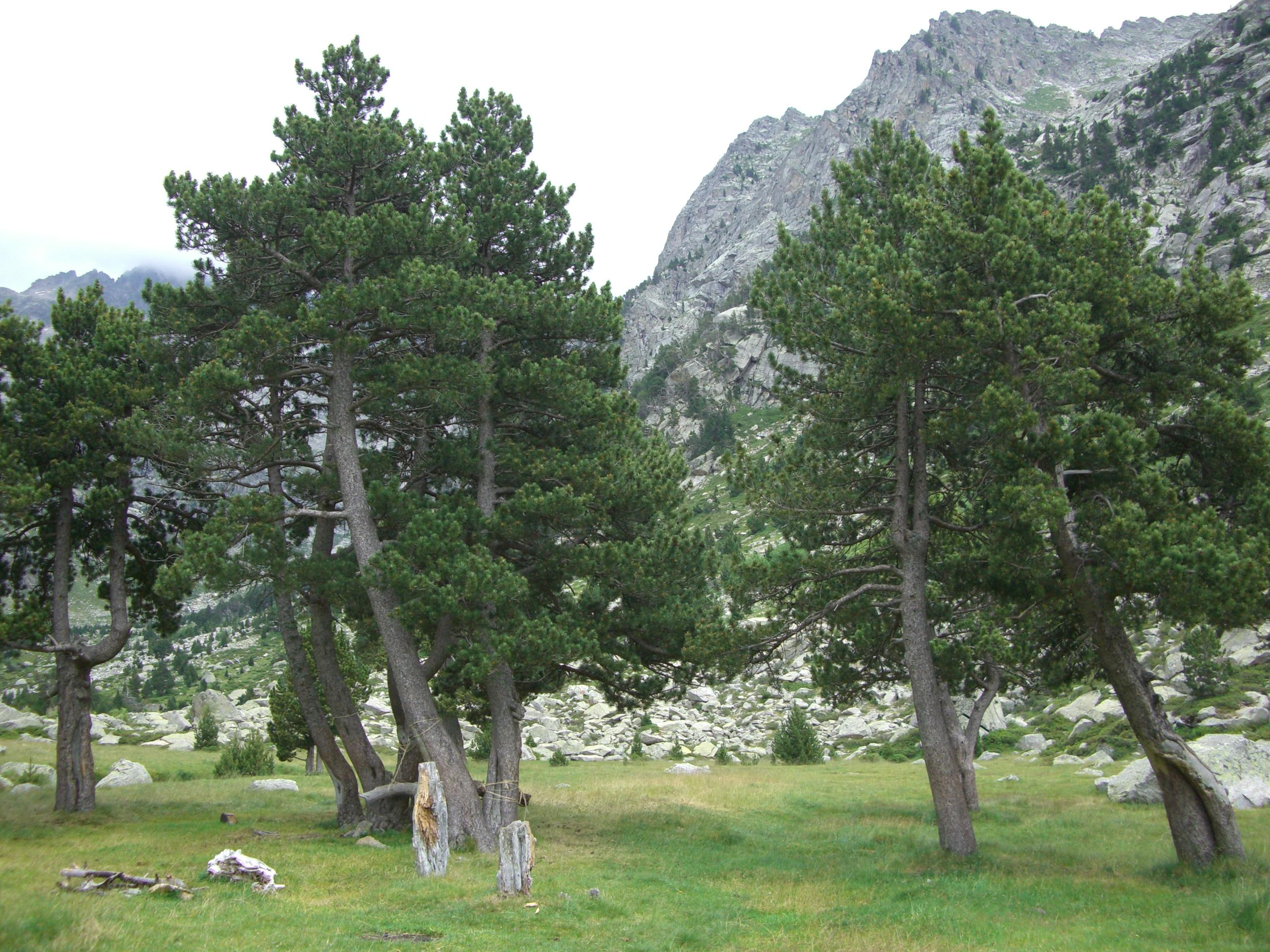
صنوبر موغو الورقية . uninata
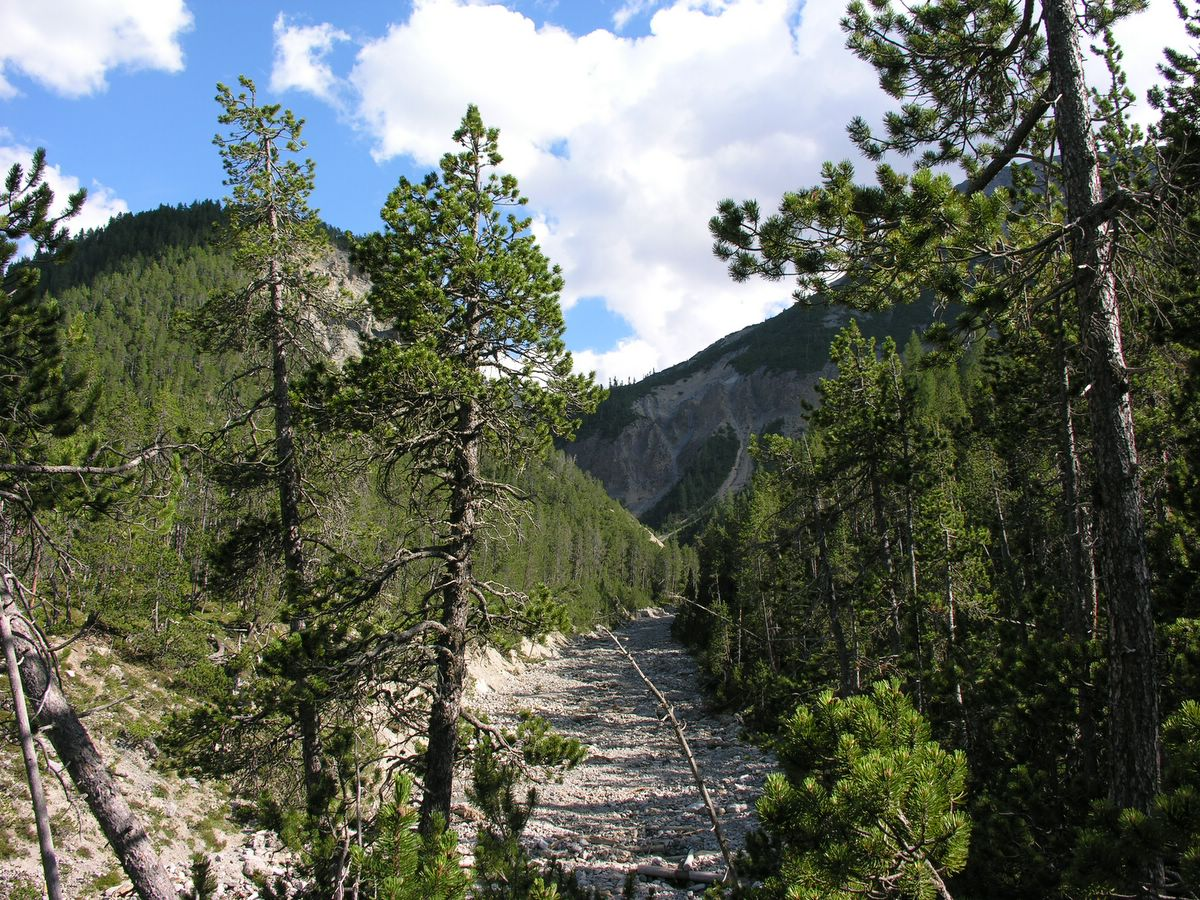
صنوبر موغو الورقية. المستديرة ، الحديقة الوطنية السويسرية  [لغات أخرى]‏
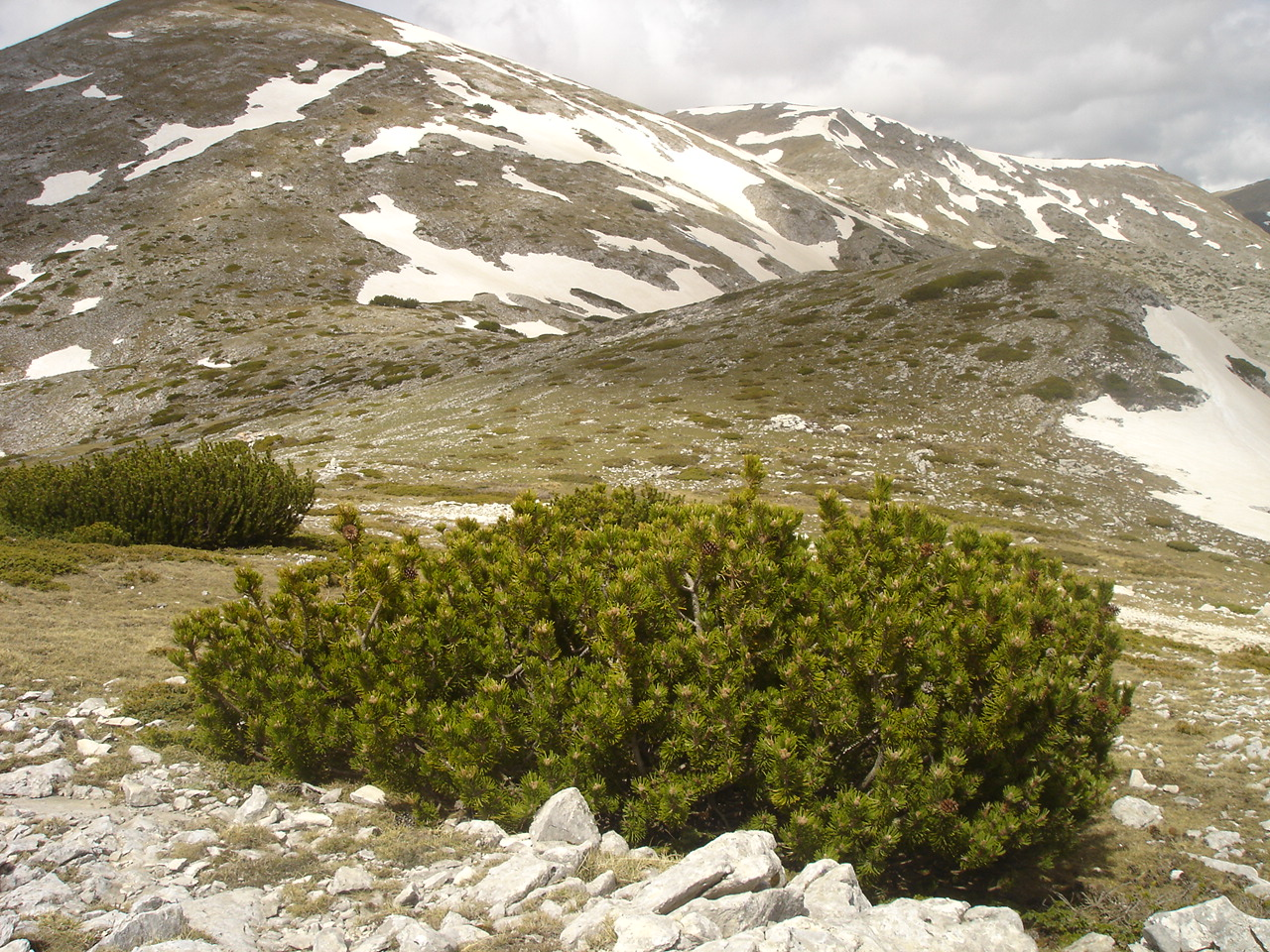
على جبل في  [لغات أخرى]‏ ، جمهورية مقدونيا

## الاستخدامات

### زراعة
يُزرع صنوبر موغو على نطاق واسع كنبات للزينة، لاستخدامه كشجرة صغيرة أو شجيرة، تُزرع في الحدائق وفي الأواني والمزارع الكبيرة. كما أنها تستخدم في المناظر الطبيعية على غرار الحدائق اليابانية ، ولعينات بونساي الأكبر. في كوسوفو، يتم استخدام جذعها كمواد بناء للعمارة العامية في الجبال تسمى بوسنيكا

#### أصناف
تم اختيار العديد من الأصناف. وتم منح ما يلي جائزة الجمعية الملكية البستانية لجائزة الاستحقاق للحدائق: 
وتشمل الأصناف ذات التغيرات الموسمية في لون أوراق الشجر صنوبر موغو «ذهب الشتاء» وصنوبر موغو اوفير
والاتجاه الأخير هو زيادة استخدام الصنوبر في الطهي. تُقطف البراعم والأقماع الصغيرة من البرية في الربيع وتترك لتجف في الشمس خلال الصيف وحتى الخريف. تقوم المخاريط والبراعم بالتنقيط تدريجيًا في شراب، ثم يتم غليانه بعد ذلك إلى مركز ودمجه مع السكر لصنع شراب الصنوبر.  يُباع الشراب عادة باسم «شراب كوز الصنوبر»  أو «شراب الصنوبر المخروطي».

## الأنواع الغازية
ويتم تصنيف صنوبر موغو على أنه صنوبرية متوحشة، وينتشر كنوع غازي في دولة نيوزيلندا المرتفعة،  الدنمارك الساحلية، ومناطق أخرى من الدول الاسكندنافية.

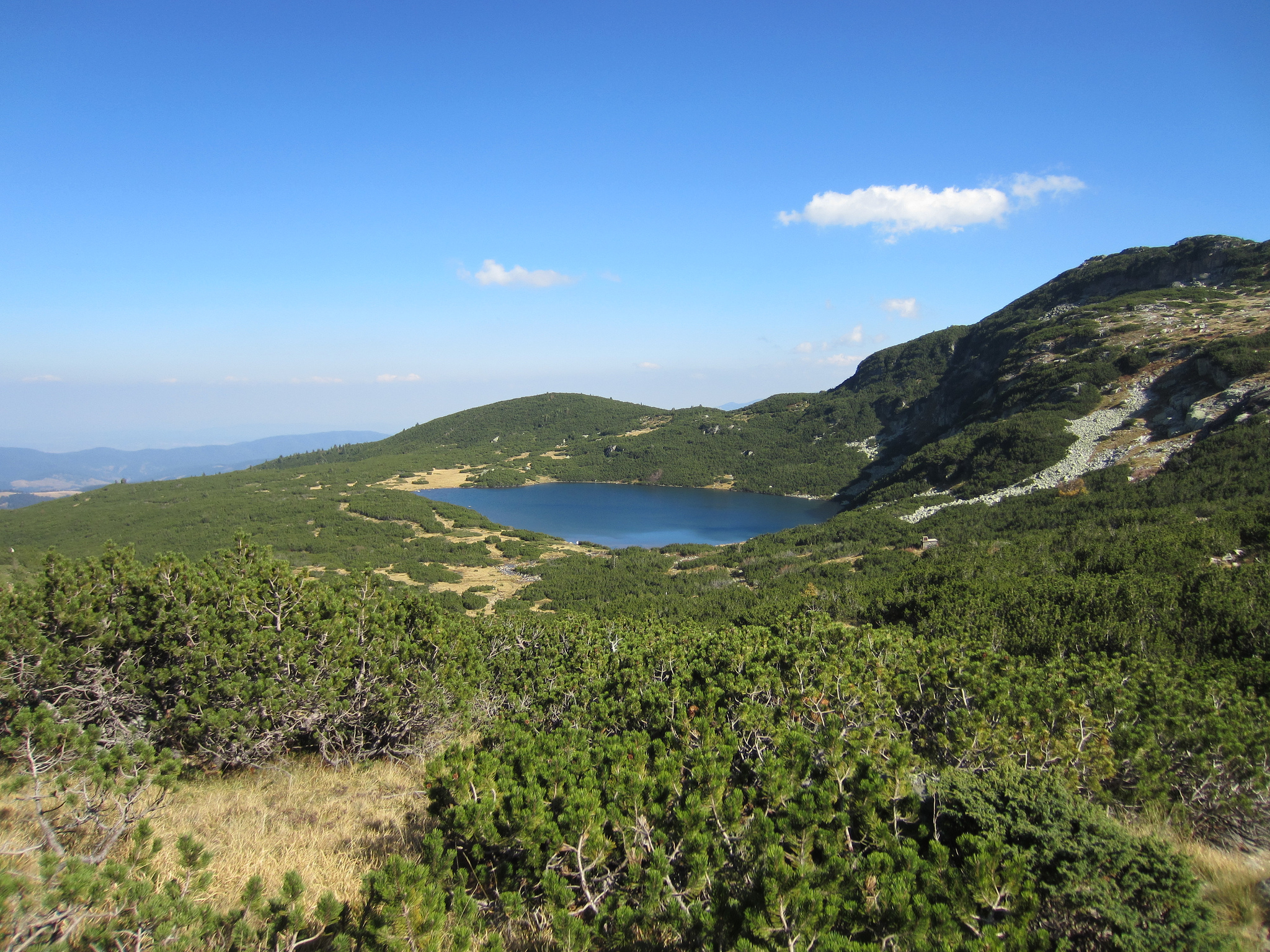
موطن صنوبر موغو الورقي . منتزه ريلا الوطني  [لغات أخرى]‏ في بلغاريا.
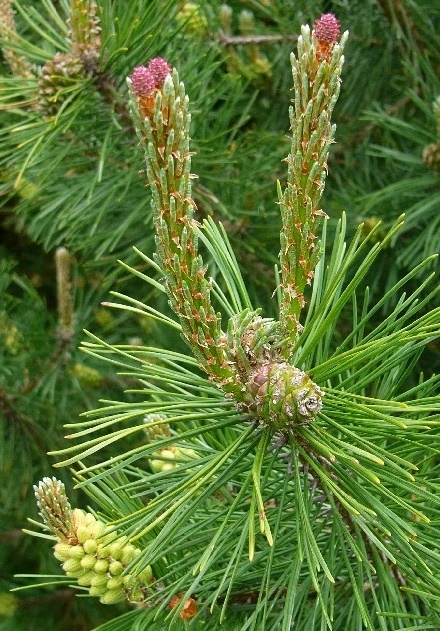
مخاريط أنثى وبراعم صغيرة
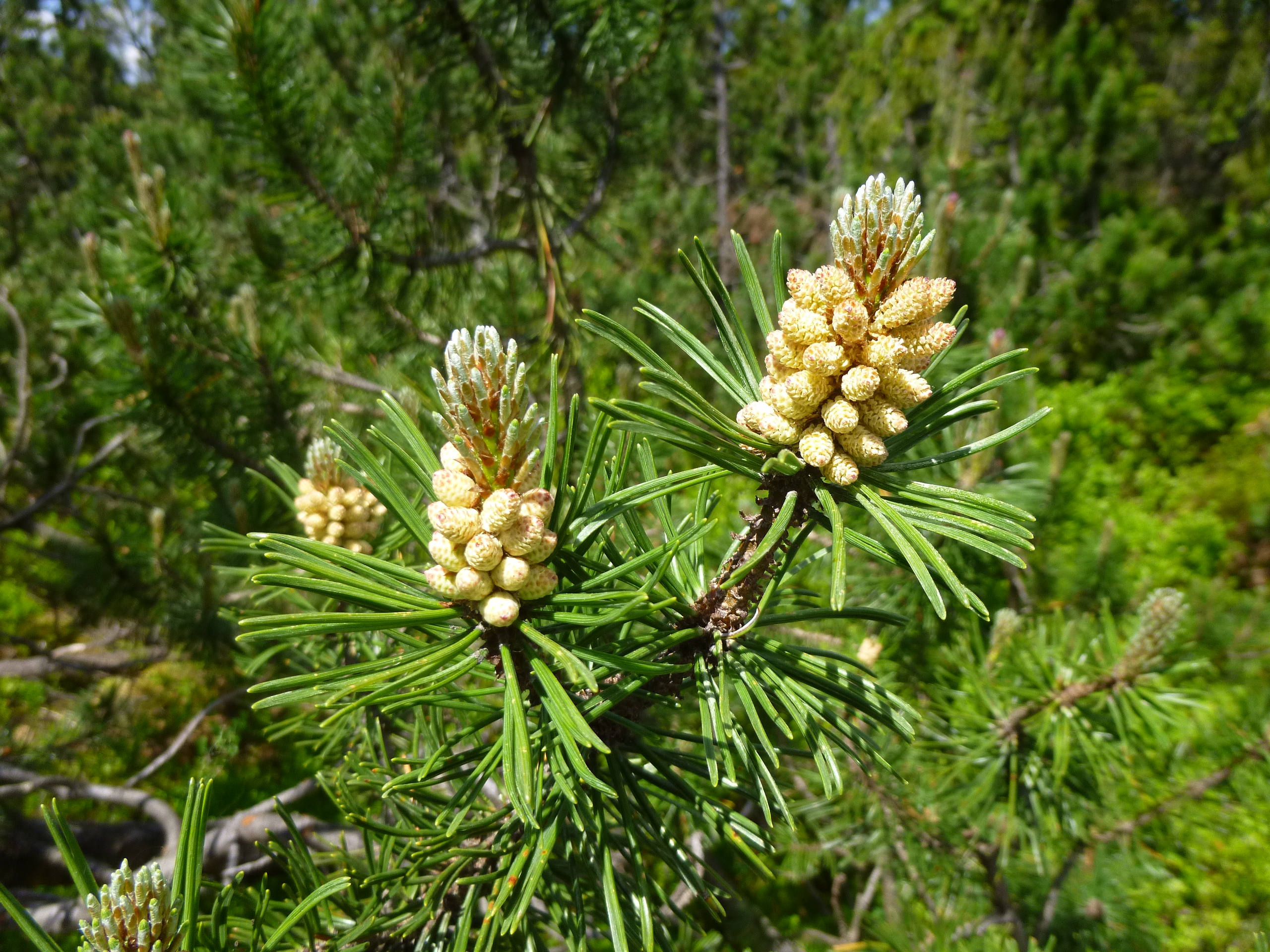
حبوب اللقاح الذكور تنتج ستروبيلي
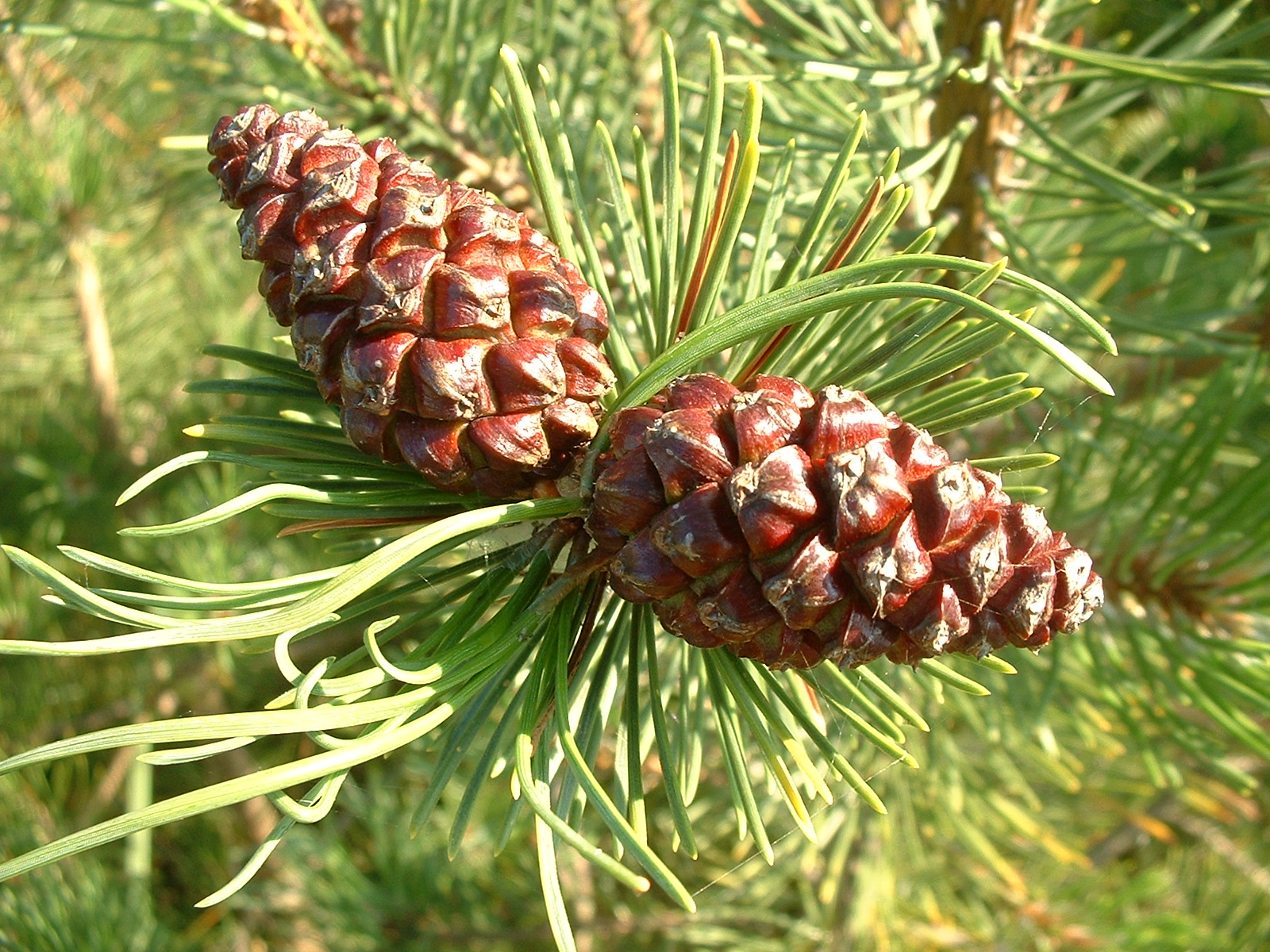
مخاريط صغيرة

## روابط خارجية
- قاعدة بيانات عاريات البذور - Pinus mugo
- Arboretum de Villadebelle - صور المخاريط (انتقل لأسفل الصفحة)
- Pinus mugo و Pinus uncinata - المعلومات ووحدات الحفظ الجيني والموارد ذات الصلة. برنامج الموارد الوراثية الحرجية الأوروبية (EUFORGEN)